# Сејмени
Сејмени (тур. Seğmen = „млади наоружани људи“), турска лака коњица која је крстарила кроз народ чинећи разна насиља и пљачкајући народ. 

## Етимологија
Сејмен, сејменин, сегменин реч потиче из персијског језика (перс. Segban — Сегбан) и означава:
- Припадника једног рода јаничарске пешадије
- Стражар, пандур

## У Кнежевини Србији
Дана 28. јуна 1882, у тада већ слободној Србији, законом су установљени чувари јавне безбедности - жандармерија на коњима. Напредњаци, који су били на власти, тврдили су да су ови потребни ради реда и мира, а нарочито ради „ћерања хајдука“. Са друге стране опозиција, радикали, предвођени једним од својих оснивача Пером Тодоровићем, говорили су да је ова основана ради малтретирања политичких противника, пре свега Радикала. Пера Тодоровић им је одмах дао назив „Сејмени“.